# Dampierre-sur-le-Doubs
Dampierre-sur-le-Doubs är en kommun i departementet Doubs i regionen Bourgogne-Franche-Comté i östra Frankrike. Kommunen ligger i kantonen Pont-de-Roide som tillhör arrondissementet Montbéliard. År 2022 hade Dampierre-sur-le-Doubs 452 invånare.

## Befolkningsutveckling
Antalet invånare i kommunen Dampierre-sur-le-Doubs
Referens:INSEE